# Diagramma pictum
Diagramma pictum – gatunek ryby z rodziny luszczowatych (Haemulidae).

## Występowanie
Zamieszkuje muliste strefy Indo-Pacyfiku, od Morza Czerwonego i wschodniej Afryki po Japonię i Nową Kaledonię.

## Morfologia
Dorasta przeciętnie do 55 cm, maksymalnie do 100 cm długości.

## Znaczenie gospodarcze
W handlu w postaci świeżej oraz mrożonej.